# Червоний Кут (Кропивницький район)
Червоний Кут — село в Україні, в Великосеверинівській сільській громаді Кропивницького району Кіровоградської області. Населення становить 21 осіб.

## Населення
Згідно з переписом УРСР 1989 року чисельність наявного населення села становила 26 осіб, з яких 11 чоловіків та 15 жінок.
За переписом населення України 2001 року в селі мешкала 21 особа. 100 % населення вказало своєю рідною мовою українську мову.